# Saccolaimus saccolaimus
Saccolaimus saccolaimus é uma espécie de morcego da família Emballonuridae. Pode ser encontrada na Austrália, Bangladesh, Índia, Indonésia, Malásia, Papua-Nova Guiné, Filipinas, Ilhas Salomão, Sri Lanka, Tailândia e possivelmente em Myanmar.